# Caballo chilote
El caballo chilote o mampato es una raza de caballo del tipo poni, propia del Archipiélago de Chiloé.

## Descripción
Son animales de pequeña alzada: el estándar de la raza permite como máximo 125 cm de altura a la cruz (lugar de unión entre el cuello y el lomo), con un ideal entre 113 y 121 cm. Pueden ser de cualquier color, sin embargo, entre los animales inscritos en el registro de la raza predomina el castaño seguido del blanco. Su cabeza es de perfil recto o convexo, con ojos grandes y orejas pequeñas. Su grupa es caída y la cola tiene un lugar de inserción bajo.
Son apreciados por su mansedumbre, su paso seguro en terreno abrupto y por su capacidad de cargar grandes pesos en comparación con su tamaño.
Las observaciones recientes de ejemplares de la raza han demostrado que la creencia documentada en algunos libros de que los caballos chilotes no poseen castañas (cojinetes carpales y tarsales) es falsa.

## Historia
Se originó a partir de caballos ibéricos que los conquistadores españoles introdujeron a Chile en el siglo XVI. Los ejemplares de esa época eran de pequeña alzada y muy rústicos, diferentes de los ejemplares de gran alzada del actual caballo andaluz, considerado por antonomasia la raza española de caballo. Se preferían estos animales pequeños porque requerían menos alimentación durante la travesía hacia América.
Entre sus ancestros posibles se encuentran los antiguos caballos andaluces, los asturcones de Asturias y los ponis gallegos.
Se cree que los ancestros del caballo chilote arribaron a las islas después de 1598, junto con los pobladores de Osorno que huían de la rebelión mapuche. Después de 1598, Chiloé estuvo separado del resto del país, hasta la anexión a Chile en 1826. Así, durante más de dos siglos estos equinos permanecieron aislados de otras razas y prestaron servicios como medios de transporte y de carga en terrenos pantanosos o pedregosos y bajo un régimen climático frío y lluvioso. En estas condiciones de aislamiento, se produjeron pocos cambios en su aspecto, excepto los causados por la presión de selección que ejercían las comunidades campesinas para tener animales adecuados a sus fines.

"...Verdad es que la costumbre de atravesar tales caminos (entablados para evitar que caballos y personas se empantanen en las ciénagas) ha hecho singularmente activos a los caballos de Chiloe, y es muy interesante ver con que agilidad, con que seguridad saltan de una a otra traviesa (tabla) en los lugares en que han sido desplazadas".
Charles Darwin, 1834.

A partir del siglo XIX, con el incremento de relaciones con el continente, comenzó un proceso de mezcla de los caballos chilotes con otras razas, principalmente con caballos chilenos. Existía la creencia de que los mampatos eran una raza "degenerada" y "fea" que hacía falta mejorar con genes foráneos. Ya en 1796 el oficial virreinal Tomás O'Higgins -en un informe oficial sobre el estado de la provincia- consideraba al pequeño caballo chilote "sumamente
ruin".
Pero una referencia casual, en un texto centrado en un asunto mucho más serio (la más antigua práctica chilena de regalar niños mapuches como sirvientes domésticos, en estado de esclavitud mientras durara su infancia), da cuenta de que en la segunda mitad del siglo XIX existía en la zona central de Chile cierta costumbre de regalar "caballitos de Chiloé":

"...Y en cuanto a las chinas y chinitos de Arauco, solian regalarse como se regalan hoy los caballitos de Chiloé..."
Benjamín Vicuña Mackenna, 1869.

A principios del siglo XX ya existía riesgo de que sus características distintivas desaparecieran por las mezclas y por el desprestigio social que se asociaba a su posesión. En 1902 un viajero escribió:

"Los famosos caballos liliputienses, los mampatos, que antes eran la mayor celebridad de Chiloé en el extranjero, están ya por acabarse".

Las iniciativas estatales para conservarlo y multiplicarlo comenzaron en 1998, por un trabajo del Instituto de Investigaciones Agropecuarias de Chile, INIA, en conjunto con otras instituciones públicas y privadas. Primero un equipo de investigadores de la Universidad Austral realizó un estudio genético para establecer las relaciones de parentesco con otras razas y, en 1999, fue inscrito oficialmente como una raza nueva. Para obtener ejemplares representativos se estudiaron las características  anatómicas de cientos de animales y, de acuerdo a los resultados, se estableció un grupo de medidas estándar que deberían cumplir todos los caballos que fueran candidatos para estar incluidos en el registro. Existen más de 450 animales registrados, pero se cree que todavía quedan varias decenas que también podrían caber en la categoría. Hay criaderos en todo Chile, pero la mayor parte está en la Región de Los Lagos. El INIA mantiene una estación experimental en Butalcura, en la comuna de Dalcahue, que alberga al núcleo fundador y la Universidad Austral de Chile también tiene unos pocos que usa en un programa de hipoterapia, por las ventajas que ofrecen su tamaño y su carácter manso.